# Tongre-Notre-Dame

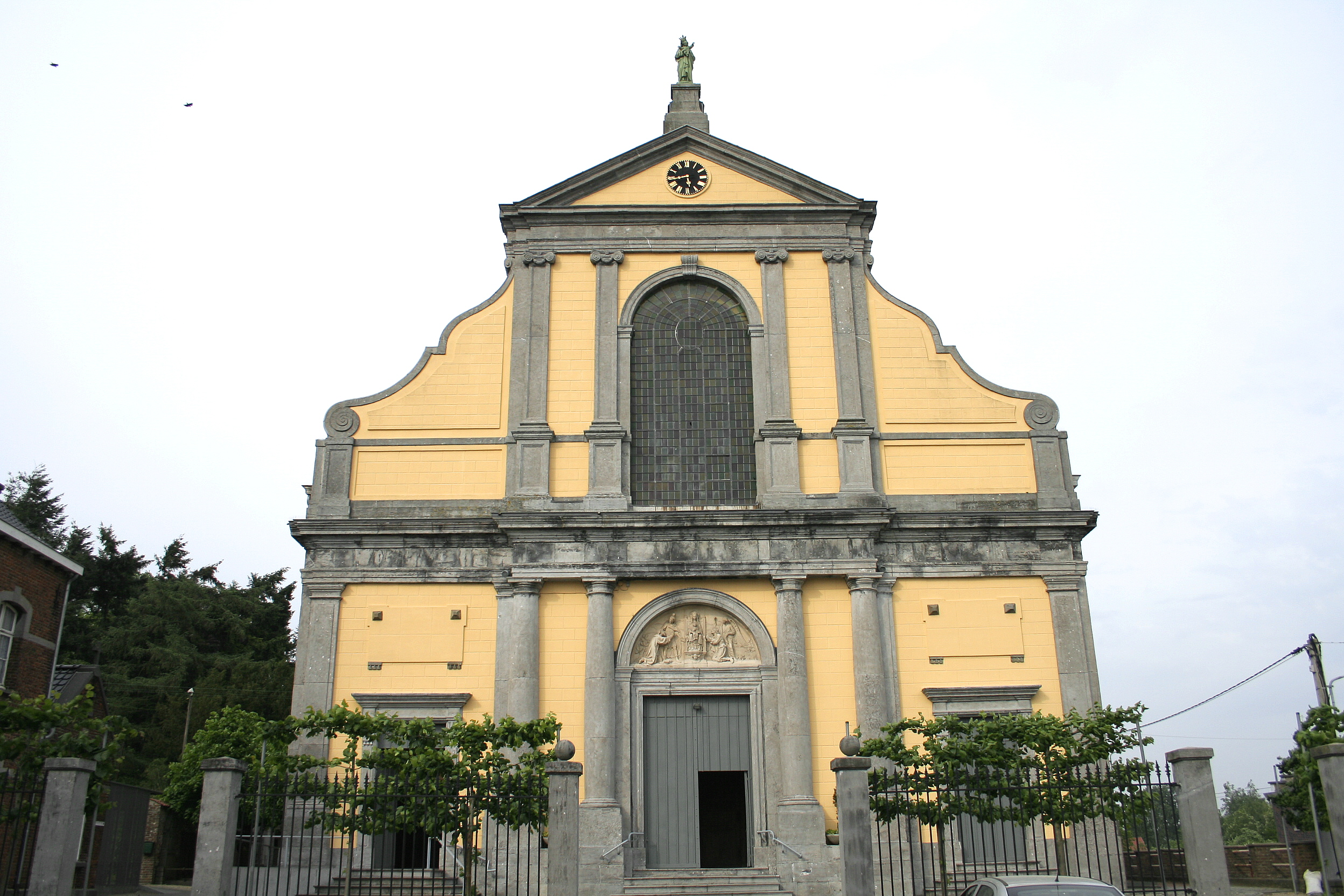
Onze-Lieve-Vrouwebasiliek

Tongre-Notre-Dame is een dorp in de Belgische provincie Henegouwen, en een deelgemeente van de Waalse stad Chièvres.
Tongre-Notre-Dame was een zelfstandige gemeente, tot die bij de gemeentelijke herindeling van 1977 toegevoegd werd aan de gemeente Chièvres.

## Bezienswaardigheden
- Het Château du Jardin is een bouwwerk in eclectische stijl uit de 2e helft van de 19e eeuw. Het ligt in een park waarin enkele merkwaardige bomen staan.
- De Moulin Wielant is een watermolen op de Hunelle, verbouwd tot woning. Inrichting en rad werden verwijderd.
- De Onze-Lieve-Vrouwebasiliek (Basilique Notre-Dame) is een classicistisch bouwwerk van 1777, gebouwd in kalksteen uit Maffle. Bedevaartplaats voor een miraculeus sedes sapientiae die van romaanse oorsprong is. De kerk bezit diverse kunstschatten waaronder een relikwiehouder van 1091.

## Natuur en landschap
Tongre-Notre-Dame ligt aan de Humelle en het Kanaal Blaton-Aat. De hoogte aan de kerk bedraagt 50 neter.

## Demografische ontwikkeling
- Bronnen:NIS, Opm:1831 tot en met 1970=volkstellingen, 1976= inwoneraantal op 31 december

## Nabijgelegen kernen
Aat, Tongre-Saint-Martin, Ladeuze, Huissignies, Ormeignies